# 兴隆林业局
兴隆林业局，又称兴隆重点国有林管理局，是一个位于中华人民共和国黑龙江省哈尔滨市巴彦县的类似乡级单位，亦是中国龙江森林工业集团（黑龙江省森林工业总局）所属的一个林业局，分属松花江林业管理局。
兴隆林业局始建于1948年的通河县林务局，1958年5月改称为通河林业局。1985年1月1日，经林业部批准，局址由通河县乌鸦泡镇迁至巴彦县兴隆镇，并改称为兴隆林业局。位于小兴安岭山脉南麓、松花江中下游北岸，地跨通河县、木兰县。施业区总面积305278公顷，有林地面积281314公顷，森林覆被率92%。

## 行政区划
兴隆林业局下辖以下单位：
利民社区、安民社区、富民社区、新民林场、二合营林场、元宝山森林经营所、水泉子森林经营所、白杨木林场、沙河子林场、六道河子林场、蚂螂河森林经营所、富乡林场、和平林场、小东林场、曙光森林经营所、民主森林经营所、凤山林场、东方林场、白石林场、太平森林经营所、青峰林场、四屯林场、浓河林场。